# Mật Vân
Mật Vân (tiếng Trung: 密云区, bính âm: Mìyún Qu, Hán Việt: Mật Vân khu là một khu ở ngoại thành đông bắc của thủ đô Bắc Kinh, Trung Quốc. Khu Mật Vân có diện tích 2335,6  km², dân số theo điều tra năm 2000 là 420.000 người và mật độ dân số là 180 người/km².